# Длится февраль
«Длится февраль» — пятый сольный альбом Влади из группы «Каста», выпущенный в 2022 году.

## Описание
Ну что. Вот такое мы с вами застали. Жили, росли, облагораживали себя внутри, окультуривали внешне, а оказалось, что наши жизни ***** [ни для чего] и не нужны. А нужно Величие. Зачем оно и что с ним делать — да просто чтоб было.описание сути альбома автором
Альбом резко антивоенный. Название отсылает к начавшемуся в феврале того года вторжению России на Украину; дату выхода альбома — 9 декабря — Влади называет «312 февраля». Трек «Закапывая себя» записан совместно с Loqiemean, который тогда же, 9 декабря, выпустил свой альбом «Пов3стка».
Монологи в песнях ведутся как от лица автора, так и от других лирических героев — обобщённые образы представителей эмиграции, «глубинного народа» и других групп общества воюющей страны.

## Критика
Борис Барабанов («Коммерсант») отмечает, что здесь Влади продолжает больную для себя тему войны на Украине, к которой обращался в предыдущие годы (в частности, в треке «Погибнуть как герой» с прошлого сольного альбома). «Длится февраль» по уровню резонанса назван сопоставимым с синглом «Ойда» Оксимирона.
Критик «Медузы» Лев Ганкин называет «Длится февраль» «самым бескомпромиссным альбомом о войне». Здесь автор почти не прибегает к метафорам и говорит об этой войне так «прямо и просто», как ни один российский музыкант до этого. Такая простота — даже во вред художественности — осознанный выбор автора, отражение откровенности и цинизма войны, прямоты вопросов, которые она ставит перед обществом.
Три песни — «Безвременье», «Маятник» и «Самой большой страной» — показывают картину войны в целом, остальные описывают частные случаи (например, «Обзывать» изображает конфликт пассажиров автобуса). В частных случаях представлены и сторонники войны, и её противники. Однако, по мнению Ганкина, обе стороны не вызывают сочувствия и показаны «одинаково безжалостно». Альбом сподвигает слушателя на рефлексию независимо от того, какой политической позиции он придерживается.
Альбом вызвал негодование депутата российской Госдумы Андрея Альшевских, из-за чего Андрей обратился в правоохранительные органы с требованием дать альбому правовую оценку. Сервис «VK Музыка» при выходе альбома не стал его продвигать, треки с альбома не попали в раздел «Новинки».

## Список композиций
| №  | Название                     | Длительность |
| -- | ---------------------------- | ------------ |
| 1. | «Безвременье»                | 2:52         |
| 2. | «Закапывать себя»            | 2:43         |
| 3. | «Как это блядь возможно»     | 3:06         |
| 4. | «Из Москвы (Рай на острове)» | 3:09         |
| 5. | «Краски не сгущайте»         | 2:34         |
| 6. | «Обзывать»                   | 3:06         |
| 7. | «Маятник»                    | 2:57         |
| 8. | «Самой большой страной»      | 3:09         |
| 9. | «Событие»                    | 2:04         |